# Дембиці (Західнопоморське воєводство)
Дембиці (пол. Dębice, нім. Eichenwalde) — село в Польщі, у гміні Машево Голеньовського повіту Західнопоморського воєводства.
Населення — 716 осіб (2011).
У 1975-1998 роках село належало до Щецинського воєводства.

## Демографія
Демографічна структура станом на 31 березня 2011 року:
|          | Загалом | Допрацездатний вік | Працездатний вік | Постпрацездатний вік |
| -------- | ------- | ------------------ | ---------------- | -------------------- |
| Чоловіки | 362     | 88                 | 251              | 23                   |
| Жінки    | 354     | 95                 | 198              | 61                   |
| Разом    | 716     | 183                | 449              | 84                   |